# Helgasjön
Helgasjön er en svensk sø ved Växjö, Kronobergs län, i det sydlige Småland.
Søen ligger 162 moh. og har et areal på 50 km². Der er fire store vige i søen: Öjabyviken, Örviken, Åbyviken og Sandsbroviken. Helgasjöns største dybde er 25 meter. Den har mange øer, hvoraf den største er Helgö.
Helgasjön afvandes af Helige å, som nedenstrøms fra søen Åsnen skifter navn til Mörrumsån. Gennem kanaler er søen forbundet med Toftasjön, Växjö-bydelen Räppe samt det mod nord beliggende søsystem hvis nordligste punkt er slusen Asa ved Åbyfors, som er Sveriges sydligste sluse.
Ved Helgasjön ligger Kronobergs slotsruin, badestedet Evedal, flere naturreservater samt de to Växjö-bydele Öjaby og Sandsbro.